# Thalgau
Thalgau è un comune austriaco di 5 931 abitanti nel distretto di Salzburg-Umgebung, nel Salisburghese; ha lo status di comune mercato (Marktgemeinde).

## Geografia fisica
Il comune, situato all'ingresso occidentale dell'area del Salzkammergut, dista circa 20 km da Salisburgo.

## Storia
Nel 1953 furono scoperti in loco i resti di una villa romana risalente al II secolo, ma il toponimo "Talgov" compare per la prima volta in una lista annonaria dell'anno 788. I primi sezionamenti riguardo al villaggio e alla chiesa si trovano a partire dall'VIII secolo; in quell'epoca il duca di Baviera Teodeberto donò il comune alla diocesi di Salisburgo.

## Monumenti e luoghi d'interesse
- La chiesa di San Martino (Pfarrkirche zum heilige Martin), in stile barocco, è stata costruita tra il 1745 e il 1755 ed è ampiamente conservata.
- La chiesa di San Colomano (Kolomanskirche) si trova vicino alla cima del monte Koloman ed è l'ultima chiesa di legno in Austria che si è conservata integralmente.
- Le rovine del castello di Wartenfels (Burgruine Wartenfels) sorgono ai piedi del monte Schober; il castello fu costruito da Konrad von Kalham nel 1259 e fu abitato fino al 1525.
- Il mulino storico di Hundsmarkt (Hundsmarktmühle), che esiste dal XVI secolo, oggi è museo nazionale.

## Geografia antropica

### Suddivisioni amministrative
Il territorio comunale è ripartito in quattro comuni catastali (Egg, Enzersberg, Thalgau e Thalgauberg) e conta 8 località (tra parentesi la popolazione al 1º gennaio 2015): Egg (424), Enzersberg (618), Leithen (397), Oberdorf (258), Thalgau (2 384), Thalgauberg (477), Unterdorf (932) e Vetterbach (245).

## Economia
Thalgau ha un'importanza regionale molto grande perché ospita numerose istituzioni pubbliche interlocali, come il tribunale distrettuale, il centro scolastico (scuole elementari, medie, speciale e di musica) e la casa per anziani. È rilevante il turismo (agriturismi, escursionismo nel Salzkammergut, nel Salisburghese e lungo la Via Sacra e la Via Talagova) e negli ultimi anni si sono insediati anche nuove imprese industriali, grazie alle quali l'occupazione è cresciuta.

## Infrastrutture e trasporti
È direttamente collegata a Salisburgo tramite l'autostrada A1 West Autobahn Vienna-Linz-Salisburgo-Monaco di Baviera. Oltre al collegamento autostradale, Thalgau contava su di una stazione ferroviaria (oggi un ristorante) sulla linea Salzkammergut-Lokalbahn (Salisburgo-Bad Ischl), soppressa; altre quattro erano presenti nelle frazioni di Enzersberg, Irlach, Vetterbach e Teufelmühle.

## Sport
Dal 2010 a Thalgau si disputa la Coppa del Mondo di paracadutismo sportivo, nella specialità dell'atterraggio di precisione, che attira circa 10 000 visitatori. Thalgau offre inoltre la possibilità di praticare nuoto, calcio, tennis, beach volley, minigolf, biliardo e sci di fondo.